# Bundesstraße R
Die Bundesstraße R (Abkürzung: B R) war eine um 1969 eingerichtete Ersatz-Bundesstraße in West-Berlin. Sie führte mit einer Gesamtlänge von rund 24 Kilometern von der Grenzübergangsstelle Bösebrücke im Berliner Bezirk Wedding bis zur Silbersteinstraße im Bezirk Neukölln und wurde bis 1987 nach und nach durch die A 100 (damals: A 10) ersetzt. Der Verlauf als Ring dürfte die Benennung mit einem R erklären (vergleiche Bundesstraße E und Bundesstraße S).

## Überblick
- Anfangspunkt: Silbersteinstraße Ecke Hermannstraße → Bundesstraße Z
- Endpunkt: Damaliger Grenzübergang Bösebrücke

## Verlauf
- Grenzübergang Bösebrücke
- Bornholmer Straße
- Osloer Straße
- Seestraße
- Stadtring, seinerzeit A 10
- Detmolder Straße
- Wexstraße
- Ebersstraße (bis zur Fertigstellung des Tunnels Innsbrucker Platz im Zuge der damaligen A 10, heute: A 100)
- Sachsendamm
- Schöneberger Straße
- Alt-Tempelhof
- Germaniastraße
- Oberlandstraße
- Silbersteinstraße